# Thắng Lợi, Vân Đồn
Thắng Lợi là một xã thuộc huyện Vân Đồn, tỉnh Quảng Ninh, Việt Nam.
Xã Thắng Lợi có diện tích 92,95 km², dân số năm 1999 là 1413 người, mật độ dân số đạt 15 người/km².